# استان ناکون پاتوم

نقشهٔ تایلند و جایگاه استان ناخون پاتوم.

استان ناکون پاتوم یا ناخن پاتوم (به انگلیسی Nakhon Pathom) یکی از استان‌های کشور تایلند است. مساحت آن ۲۱۶۸ کیلومترمربع می‌باشد. جمعیت این استان در سال ۲۰۰۰ بالغ بر ۸۱۵۰۰۰ نفر برآورد شده‌است.
استان ناکون پاتوم از نظر تقسیمات کشوری بخشی از ناحیه مرکزی تایلند به حساب می‌آید. مرکز این استان شهر ناخون پاتوم است.